# Betriebsrätegesetz
Das Betriebsrätegesetz, von 1920 bis 1934 in Deutschland gültig, schuf für Betriebe ab einer Größe von zwanzig Beschäftigten die Verpflichtung, Betriebsräte wählen zu lassen.

## Geschichte
Streiks an der Ruhr und in Mitteldeutschland im Frühjahr 1919 motivierten die Regierung zur Vorlage des Entwurfs eines Betriebsrätegesetzes. Betriebliche Interessenvertretungen und die freien Angestelltengewerkschaft versagten ihm Unterstützung, da wirtschaftliche Mitbestimmungsrechte der Beschäftigten fehlten. Ein überarbeiteter zweiter Entwurf versuchte den Konflikt dadurch zu beseitigen, dass zwei Vertreter der Arbeiterschaft in die Aufsichtsorgane großer Kapitalgesellschaften einrücken sollten. Diesem Plan widersetzten sich jetzt die Arbeitgeber, weil eine Einsicht in den Aufsichtsrat angeblich einer Einsicht in Betriebsgeheimnisse gleiche. In das verabschiedete Gesetz geriet dann der Kompromiss, dass zwar zwei Arbeitnehmervertreter in das Aufsichtsorgan zu entsenden waren, ihre Mitwirkungsrechte aber auf soziale Belange beschränkt wurden.
Gegen die geplante Verabschiedung des Betriebsrätegesetzes mobilisierten USPD und KPD am 13. Januar 1920 eine demonstrierende Menschenmenge vor dem Reichstagsgebäude, etwa 100.000 Teilnehmer kamen. Preußische Sicherheitspolizei eröffnete das Feuer auf die Demonstranten. Bei diesem Blutbad vor dem Reichstag starben 42 Menschen, 105 wurden verletzt. Reichspräsident Friedrich Ebert verhängte daraufhin den Ausnahmezustand. Das Gesetz passierte das Parlament am 18. Januar 1920.
Das Betriebsrätegesetz wurde am 20. Januar 1934 durch das Gesetz zur Ordnung der nationalen Arbeit (RGBl. I S. 45) aufgehoben.
In der Zeit des Nationalsozialismus war für ein Mitwirken von Arbeitnehmervertretern durch das auch in Betrieben geltende Führerprinzip kein Raum. Bald nach Kriegsende 1945 und der Wiederzulassung der Gewerkschaften drängten diese auf eine Neuregelung des Betriebsverfassungsrechts. Das Gesetz zur Ordnung der nationalen Arbeit wurde durch Artikel I des Gesetzes Nr. 56 des Alliierten Kontrollrats vom 30. Juni 1947 auch formell aufgehoben.